# Стюарт, Джеймс, 1-й граф Бьюкен
Джеймс Стюарт (англ. James Stewart; 1442—1499), 1-й граф Бьюкен (с 1469 года) — шотландский барон, участник мятежей против короля Якова III.

## Биография
Джеймс Стюарт был вторым сыном Джеймса Стюарта, «Чёрного рыцаря Лорна» и Джоанны Бофор, вдовы короля Шотландии Якова I.
В 1470 году за поддержку молодого короля Якова III, своего племянника, в свержении Бойдов, Джеймс получил графство Бьюкен (Бухан) и стал членом королевского совета, лордом великим камергером Шотландии и губернатором Средней марки.
В 1482 году Джеймс Стюарт принял активное участие в Лодерском мятеже шотландских баронов против короля Якова III и поддержал приход к власти герцога Олбани. После реставрации короля граф Бьюкен был лишен всех постов в королевской администрации и удален из столицы. Вскоре, однако, Джеймс Стюарт примирился с королём и в 1487 году возглавил шотландское посольство в Англию.
После гибели Якова III в 1488 году граф Бьюкен стал одним из лидеров оппозиции новому королю Якову IV. В 1491 году он организовал заговор с целью похищения короля и его передачи англичанам. Однако заговор провалился, а эффективная внутренняя политика Якова IV устранила почву для реальной оппозиции королю.

## Брак и дети
До 1467 года Джеймс Стюарт женился на леди Маргарет Огилви, дочери и наследнице сэра Александра Огилви из Оштерхауса (ум. 1470/1473). У супругов было двое детей:
- Александр Стюарт, 2-й граф Бьюкен (ум. 1505), преемник отца
- Изабелла Стюарт из Бьюкена, любовница короля Шотландии Якова IV Стюарта и мать леди Джейн Стюарт (1502—1562), любовницы короля Франции Генриха II.

У графа Бьюкена также было несколько внебрачных детей от связи с Маргарет Мюррей (род. ок. 1446), многие из которых были позднее узаконены королевскими указами, изданными в 1488—1489 годах.
- Джеймс Стюарт, 1-й лэрд Траквер (1480 — 9 сентября 1513), родоначальник семьи Траквер. Он получил во владение от отца поместье Траквер в 1491 году. Джеймс Стюарт получил от короля грамоту о легитимации и женился на наследнице Резерфорда, от которой он приобрел поместья Резерфорд и Уэллс в Роксбургшире. Погиб в битве при Флоддене. Предок Джона Стюарта, 1-й графа Траквера (ум. 1659)
- Леди Агнес Стюарт (ум. февраль 1557), 1-й муж с 1511 года — Адам Хепберн, 2-й граф Ботвелл (1492—1513), 2-й муж — Александр Хьюм, 3-й лорд Хьюм (ум. 1516), 3-й муж — Джон Максвелл, 4-й лорд Максвелл (ум. 1513), 4-й муж — Катберт Рамси.